# 米歇尔·钱德勒
米歇尔·钱德勒（英語：Michelle Chandler，1974年7月16日—），生于吉朗，澳大利亚女子篮球运动员。她曾代表澳大利亚国家队参加1996年夏季奥林匹克运动会篮球比赛，获得一枚铜牌。